# Prémio Screen Actors Guild 1995
A 1.ª edição de atribuição dos Prémios Screen Actors Guild foi apresentada em Los Angeles, Estados Unidos em 25 de fevereiro de 1995.

## Vencedores

### Cinema
| Categoria                              | Vencedor                             | Indicados |
| -------------------------------------- | ------------------------------------ | --- |
| Melhor Actor (principal)               | Tom Hanks (Forrest Gump)             | John Travolta (Pulp Fiction) Morgan Freeman (The Shawshank Redemption) Paul Newman (Nobody's Fool) Tim Robbins (The Shawshank Redemption) |
| Melhor Actriz (principal)              | Jodie Foster (Nell)                  | Jessica Lange (Blue Sky) Meg Ryan (When a Man Loves a Woman) Meryl Streep (The River Wild) Susan Sarandon (The Client)                    |
| Melhor Actor (coadjuvante/secundário)  | Martin Landau (Ed Wood)              | Chazz Palminteri (Bullets Over Broadway) Gary Sinise (Forrest Gump) John Turturro (Quiz Show) Samuel L. Jackson (Pulp Fiction)            |
| Melhor Actriz (coadjuvante/secundária) | Dianne Wiest (Bullets Over Broadway) | Jamie Lee Curtis (True Lies) Robin Wright Penn (Forrest Gump) Sally Field (Forrest Gump) Uma Thurman (Pulp Fiction)                       |

### Televisão
| Categoria                           | Vencedor                            | Indicados |
| ----------------------------------- | ----------------------------------- | --- |
| Melhor Actor (minissérie ou filme)  | Raul Julia (The Burning Season)     | Forest Whitaker (The Enemy Within) Gary Sinise (The Stand) James Garner (The Rockford Files: I Still Love L.A.) John Malkovich (Heart of Darkness)                          |
| Melhor Actriz (minissérie ou filme) | Joanne Woodward (Breathing Lessons) | Cicely Tyson (Oldest Living Confederate Widow Tells All) Diane Keaton (Amelia Earhart: The Final Flight) Katharine Hepburn (One Christmas) Sissy Spacek (A Place for Annie) |
| Melhor Actor (série dramática)      | Dennis Franz (NYPD Blue)            | Hector Elizondo (Chicago Hope) Mandy Patinkin (Chicago Hope) Patrick Stewart (Star Trek: The Next Generation) Tom Skerritt (Picket Fences)                                  |
| Melhor Actriz (série dramática)     | Kathy Baker (Picket Fences)         | Angela Lansbury (Murder, She Wrote) Cicely Tyson (Sweet Justice) Jane Seymour (Dr. Quinn, Medicine Woman) Swoosie Kurtz (Sisters)                                           |
| Melhor Actor (série de comédia)     | Jason Alexander (Seinfeld)          | David Hyde Pierce (Frasier) John Goodman (Roseanne) Kelsey Grammer (Frasier) Paul Reiser (Mad About You)                                                                    |
| Melhor Actriz (série de comédia)    | Helen Hunt (Mad About You)          | Candice Bergen (Murphy Brown) Ellen DeGeneres (Ellen) Julia Louis-Dreyfus (Seinfeld) Roseanne (Roseanne)                                                                    |
| Melhor Elenco (série dramática)     | NYPD Blue                           | Chicago Hope ER Law & Order Picket Fences |
| Melhor Elenco (série de comédia)    | Seinfeld                            | Frasier Mad About You Murphy Brown Northern Exposure |

- Prémio Screen Actors Guild Life Achievement Award: George Burns